# Brigada 7 Artilerie (1916-1918)
Brigada 7 Artilerie a fost o mare unitate de artilerie, de nivel tactic, care s-a constituit la 14/27 august 1916, prin mobilizarea unităților și subunităților existente la pace. Din compunerea brigăzii făceau parte Regimentul 4 Artilerie și Regimentul 8 Artilerie. Brigada a făcut parte din organica Divizia 7 Infanterie, fiind dislocată la pace în garnizoana Roman. :p. 93 
La intrarea în război, Brigada 7 Artilerie a fost comandată de colonelul Teodor Petrescu. Brigada 7 Artilerie a participat la acțiunile militare pe frontul român, pe toată perioada războiului, între 14/27 august 1916 - 28 ocotmbrie/11 noiembrie 1918.

## Participarea la operații

### Campania anului 1917
În campania din anul 1917 Brigada 7 Artilerie a participat la acțiunile militare în dispozitivul de luptă al Diviziei 7 Infanterie, participând la Bătălia de la Mărășești. În această campanie, brigada a fost comandată de colonelul ConstantinTulea.

## Comandanți
- Colonel Teodor Petrescu
- Colonel ConstantinTulea